# Toołajłyg
Toołajłyg (ros. Тоолайлыг) – wieś w Rosji, w Tuwie, w kożuunie mongun-tajgińskim. W 2010 liczyła 163 mieszkańców.